# Apeadeiro de Crestins
O Apeadeiro de Crestins foi uma gare ferroviária da Linha do Porto à Póvoa e Famalicão, que servia o lugar de Crestins, no concelho de Maia, em Portugal. As antigas instalações deste apeadeiro foram integradas na Estação Crestins do Metro do Porto.

## História

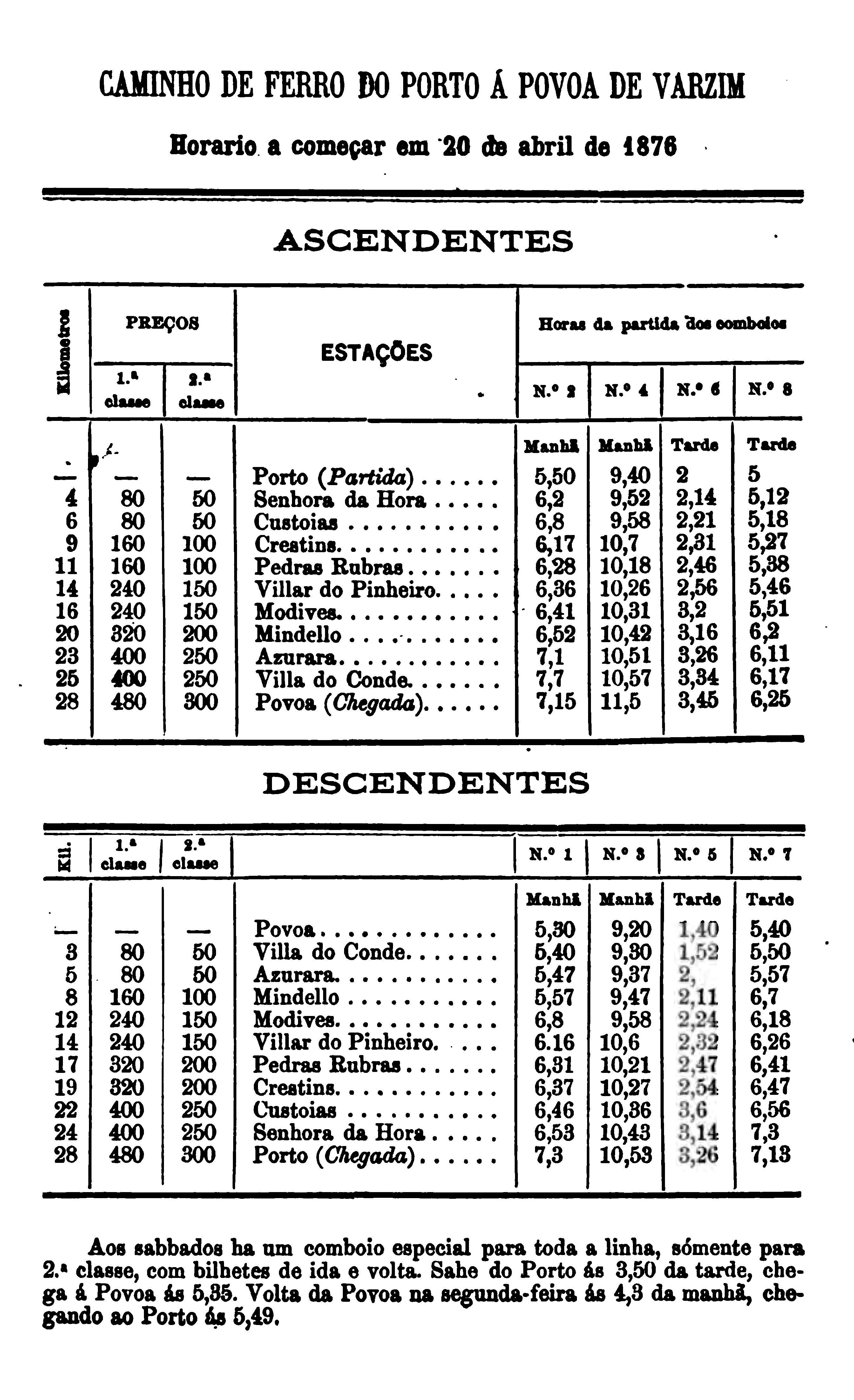
Horário de 1876 dos comboios entre o Porto (Boavista) e Póvoa de Varzim, incluindo a gare de Crestins.

Esta interface situava-se no troço da Linha da Póvoa entre Porto-Boavista e a Póvoa de Varzim, que entrou ao serviço em 1 de Outubro de 1875, pela Companhia do Caminho de Ferro do Porto à Póvoa.